# Koninklijke Nederlandsche Kantwerkschool

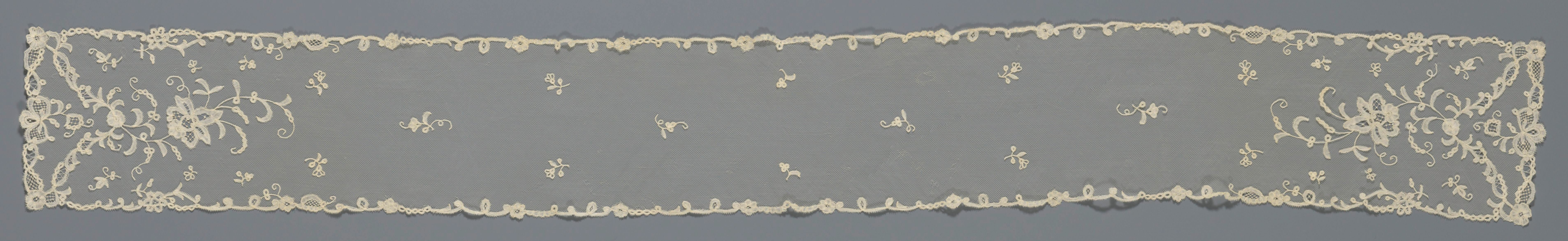
Mutsenslip van applicatiekant met grote bloem, collectie Rijksmuseum

De Koninklijke Nederlandsche Kantwerkschool was een Nederlands opleidingsinstituut voor de kantindustrie van 1906 tot 1918 gevestigd in Den Haag.
In 1902 richtte jhr. E. van Loon de Vereeniging De Nederlandsche Kantwerkschool op om de kantwerkindustrie in Nederland te bevorderen. Er werd een kantwerkschool in Apeldoorn opgericht waarvan Agathe Wegerif-Gravestein de eerste directeur was. Zij werd in 1906 opgevolgd door Mien van der Meulen-Nulle. 
In mei 1906 verhuisde de school naar de 2de Sweelinckstraat 138 in Den Haag en enkele maanden later vond een uitbreiding plaats naar de Javastraat 68. Met het werk van de leerlingen werd deelgenomen aan nationale en internationale tentoonstellingen.
De school maakte in 1909 voor prinses Juliana het kant voor de wieg en voor de doop, die op 5 juni plaatsvond. Op 24 juli 1909 kreeg de school het predicaat Koninklijk.
In september 1910 werd Mien Nulle opgevolgd door H.A.P. van Bergen. In 1913 werd voor het Vredespaleis een fries van 24 meter met applicatie en goudborduursel vervaardigd. Vanaf 1914 moest de school bezuinigen. In 1918 verhuisde de school naar de Nieuwe Schoolstraat 28 maar nog datzelfde jaar werd de school gesloten.

## Werken in collectie
In het Rijksmuseum te Amsterdam zijn diverse objecten die in deze school vervaardigd werden, onder meer een Laurierblad van kloskant en een mutsenslip.